# Валентано
Валентано (итал. Valentano) је насеље у Италији у округу Витербо, региону Лацио.
Према процени из 2011. у насељу је живело 2809 становника. Насеље се налази на надморској висини од 510 м.

## Становништво
Према резултатима пописа становништва 2011. у општини је живело 2.895 становника.
| 1931. | 1936. | 1951. | 1961. | 1971. | 1981. | 1991. | 2001. | 2011. |
| ----- | ----- | ----- | ----- | ----- | ----- | ----- | ----- | ----- |
| 3.492 | 3.664 | 3.826 | 3.218 | 3.043 | 2.880 | 2.923 | 2.935 | 2.895 |

## Партнерски градови
- Haltwhistle